# 蔡辰洲
蔡辰洲（1946年9月13日—1987年5月14日），臺灣苗栗縣竹南鎮人，妻子是陳藤枝。臺北市第十信用合作社理事主席蔡萬春之子，患有輕微小兒麻痹症，淡江文理學院（今 淡江大學）畢業，歷任國泰塑膠營業員、國鼎塑膠總經理、來來百貨董事長、立法委員等職。1985年十信案爆發，被判刑合計六百餘年。1987年癌症病卒。

## 簡介
1957年，蔡萬春因大量投資土地引起臺北十信資金流動困難，於是發起“一元開戶”運動，臺北十信存款在短短數月內突破新臺幣一億元，使臺北十信成為全國75家信用合作社中規模最大與營業量最多的單位。1979年蔡萬春中風退休，產業交由蔡辰男、蔡辰洲掌管。
蔡辰洲通过蕭政之介紹拜王昇为義父，由王昇、蒋彦士介绍加入中国国民党，經當年國民黨台北市黨部主委關中提名，1982年蔡辰洲以高票當選增額立法委員，在立法院組成「十三兄弟」派系，成员包括刘松藩、王金平、洪玉钦、谢生富、李宗正、李友吉、林联辉、蔡胜邦、吴梓及蕭瑞徵等，来来香格里拉大饭店（台北來來大飯店）17楼俱乐部为活动大本营，經常邀宴財經官員，利用人頭貸款。1984年5月，立法院审议《银行法》修正案，十三兄弟联手通過草案，准许信托公司动用短期信托资金。蔡辰洲向官方遊說合作社理監事可無限制連選連任，以及信託公司可承辦銀行業務等。蔡辰洲也將大量資金投入房地產事業。
1985年，蔡辰洲被台北地檢署以違反《票據法》收押，累計刑期達670年，這是台灣金融史上最著名的“十信案”。十信案發生後，蔡辰洲悄悄將他豢養的七隻大丹狗悉數放生，做好入獄準備。
1987年3月蔡辰洲因病至醫院診斷，4月因病重送至台大醫院診斷；法務部不理解「代償不全」診斷書，不准蔡辰洲保外就醫。1987年5月12日，蔡辰洲獲得保外就醫，主動辦理出院返家。蔡辰洲最後在判刑前夕，於1987年5月14日因肝硬化併發細胞癌病故於國泰醫院。臺灣民間普遍傳言，蔡辰洲假死脫罪。